# Выборы в Совет Безопасности ООН (2003)

Члены Совета безопасности ООН после выборов 2003 года.

Выборы в СБ ООН прошли 23 октября 2003 года на 58 ГА ООН в Штаб-квартире ООН.
Новыми непостоянными членами Совета безопасности ООН на 2 года избраны Алжир, Бенин, Филиппины, Румыния и Бразилия. Свою работу в Совбезе они начали с 1 января 2004 года.

## Географическое распределение
В соответствии с правилами географического распределения из непостоянных членов Совета безопасности, а также сложившейся практикой, члены избирались следующим образом: два из Африки, один из Азии, один из стран Латинской Америки и Карибского бассейна, и один из Восточной Европы.

## Кандидаты
Существовали только пять объявленных кандидатов на пять мест. Таким образом, они легко получили необходимые 2 / 3 голосов в Генеральной Ассамблее.